# Perenjori Shire
Koordinaten: 29° 26′ S, 116° 17′ O

Das Shire of Perenjori ist ein lokales Verwaltungsgebiet (LGA) im australischen Bundesstaat Western Australia. Das Gebiet ist 8.300 km² groß und hat etwa 600 Einwohner (2016).
Perenjori liegt im Westen des Staats etwa 280 Kilometer nördlich der Hauptstadt Perth. Der Sitz des Shire Councils befindet sich in der Ortschaft Perenjori, wo etwa 200 Einwohner leben (2016).

## Verwaltung
Der Perenjori Council hat neun Mitglieder. Die Councillor werden von den Bewohnern der fünf Wards (drei aus Perenjori, je zwei aus Bowgada und Latham/Caron und je einer aus Caron und Maya Ward) gewählt. Aus dem Kreis der Councillor rekrutiert sich auch der Ratsvorsitzende und Shire President.